# Urânia (São Paulo)
Urânia é um município brasileiro do estado de São Paulo. A cidade tem uma população de 8.973 habitantes (IBGE/2024).

## História
Benedito Pinto Ferreira Braga, conhecido popularmente como Zico Braga, residia em Catanduva e trabalhava como corretor de imóveis.
Tinha um sonho bem diferente dos sonhos de outras pessoas. Ele queria fundar uma cidade, mas que essa cidade fosse um exemplo.
Comprou no dia 5 de junho de 1943 um pequeno pedaço de terra onde tinha um povoado chamado Tupilândia, foi então que começou a realizar seu sonho. Foi um total de 1.000 alqueires e pagou a quantia de Cr$ 100.000,00.
Em 13 de junho de 1950 (74 anos), ocorreu a fundação do município.
Em comparação com outros povoados da região, Urânia se desenvolveu muito rapidamente e um dos motivos foi a construção de uma estação férrea.
Pela lei 2.454 de 30 de dezembro de 1953, o então povoado foi elevado a distrito. Pela lei 5.285 de 31 de dezembro de 1959, passou de distrito para município.

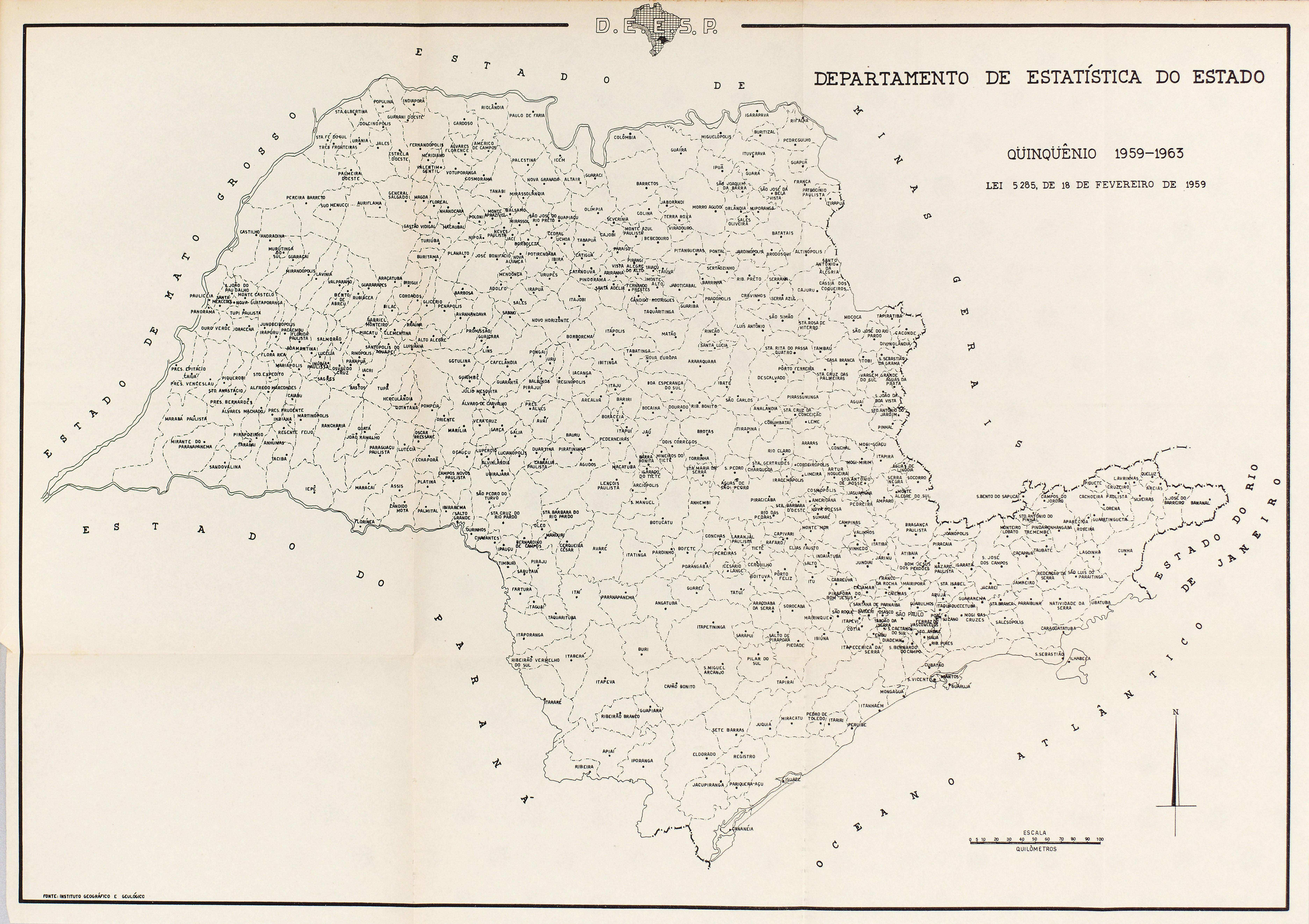
Estado de São Paulo (1959).

## Geografia
Localiza-se a uma latitude 20º14'46" sul e a uma longitude 50º38'35" oeste, estando a uma altitude de 458 metros. Possui uma área de 208,9 km².

### Rodovias
- SP-320

### Ferrovias
- Linha Tronco da antiga Estrada de Ferro Araraquara [5]

## Demografia

### População
| Crescimento populacional                             | Crescimento populacional | Crescimento populacional | Crescimento populacional |
| Ano                                                  | População Total          |                          | %±                       |
| ---------------------------------------------------- | ------------------------ | ------------------------ | ------------------------ |
| 1960                                                 | 17 129                   |                          | —                        |
| 1970                                                 | 16 829                   |                          | −1,8%                    |
| 1980                                                 | 13 493                   |                          | −19,8%                   |
| 1991                                                 | 12 090                   |                          | −10,4%                   |
| 2000                                                 | 8 825                    |                          | −27,0%                   |
| 2010                                                 | 8 836                    |                          | 0,1%                     |
| 2022                                                 | 8 833                    |                          | −0,0%                    |
| Est. 2024                                            | 8 973                    | [ 6 ]                    | 1,6%                     |
| Fontes: Censos Demográficos IBGE e Estimativas SEADE |                          |                          |                          |

### Dados demográficos
Dados do Censo - 2022 
População total: 8.833
- Urbana: 7.436
- Rural: 1.400
- Homens: 4.332
- Mulheres: 4.501[12]

Densidade demográfica (hab./km²): 42,21
Taxa de alfabetização: 90,9%

## Política e administração
- Prefeito:  Márcio Arjol (2020/2024)
- Vice-prefeito: João Jovino Batista (2020/2024)
- Presidente da câmara: Katia Cristina Siebra

## Infraestrutura

### Comunicações
O sistema de telefones automáticos foi inaugurado na cidade em 1981 pela Telecomunicações de São Paulo (TELESP), que também implantou o sistema de discagem direta à distância (DDD) em 1981 com o código de área (0176).
Na década de 90 o código DDD da cidade foi alterado para (017), para padronização do sistema telefônico com a telefonia celular que estava sendo implantada em todo o estado.

## Religião
O Cristianismo se faz presente na cidade da seguinte forma:

### Igreja Católica
- A igreja faz parte da Diocese de Jales.[17]

### Igrejas Evangélicas
Entre as igrejas protestantes históricas, pentecostais e neopentecostais, encontram-se na cidade:
- Assembleia de Deus Ministério do Belém.[20][21]
- Congregação Cristã no Brasil.[22]